# ロマーリオ・レイリア・ジ・モウラ
ロマーリオ（Romário）ことロマーリオ・レイリア・ジ・モウラ（ポルトガル語: Romário Leiria de Moura、1992年6月28日 - ）は、ブラジルのサッカー選手。ポジションはDF。

## タイトル

### クラブ
インテルナシオナル
- カンピオナート・ガウショ: 2011, 2012, 2013

### 代表
ブラジルU-20
- 南米ユース選手権: 2011
- FIFA U-20ワールドカップ: 2011